# Salmonicultura

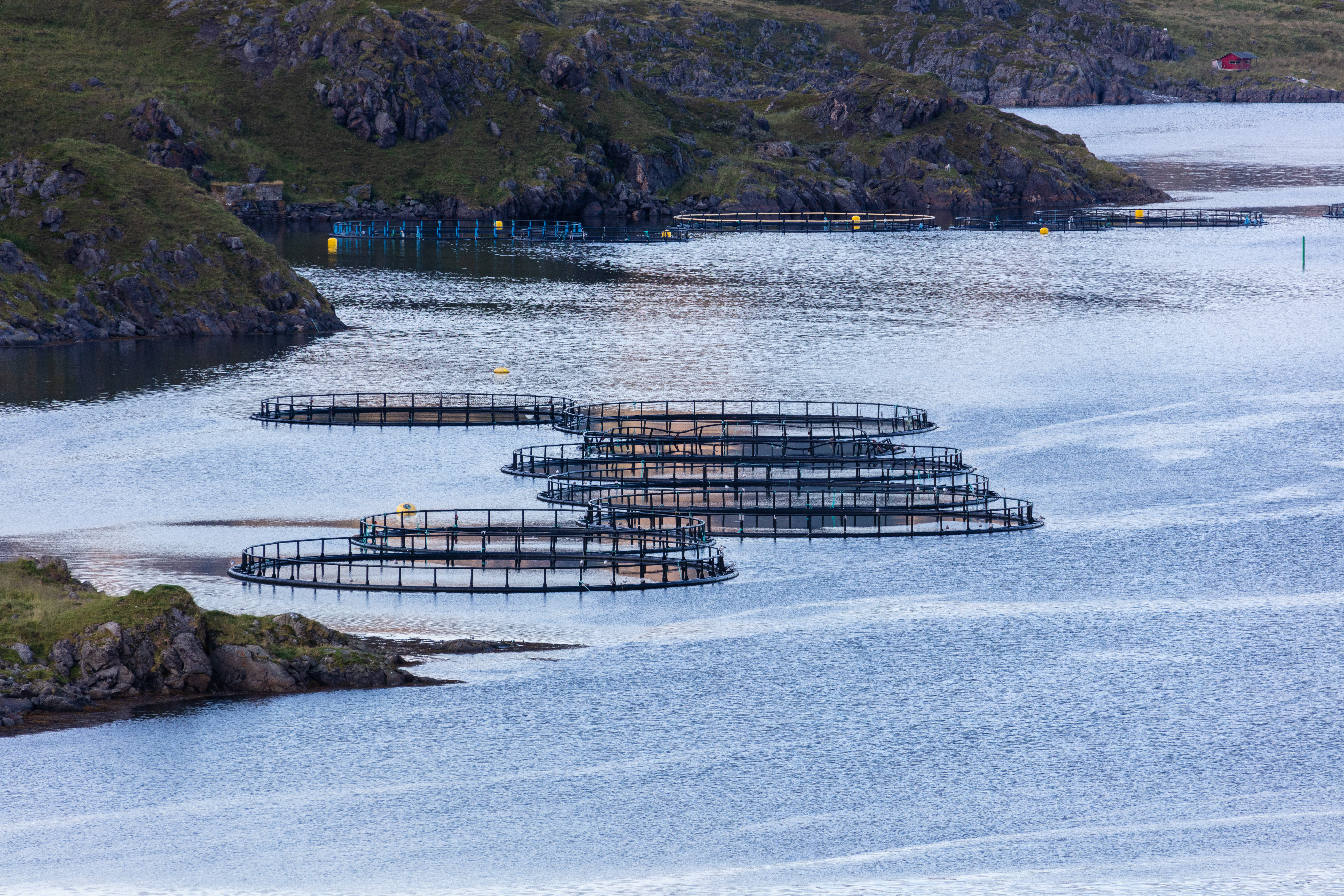
Jaulas flotantes para el cultivo de salmón en Noruega.

La salmonicultura es una rama de la acuicultura enfocada a la producción de peces de la familia salmonidae o peces salmoniformes, tanto truchas como salmones. En el caso de la trucha, se conoce como truticultura.
Al ser peces anádromos deben pasar durante su ciclo de vida por etapas de agua dulce y de agua salada. La puesta y el desarrollo de larvas y alevines transcurre en agua dulce, tanto para truchas como salmones. En el caso de la trucha, se puede mantener en agua dulce hasta su tamaño comercial, o realizar el proceso de esmoltificación, al igual que en el salmón, que es una adaptación gradual al agua de mar en el que se producen importantes cambios fisiológicos.
La cría y producción comercial del salmón apareció en los años setenta. Según un informe solicitado por la Asociación de la Industria del Salmón de Chile A.G., en 2007 la producción mundial de salmón (tanto silvestre como cultivado) alcanzó los 2,85 millones de toneladas round, de los cuales 1,82 millones correspondieron al salmón cultivado. Los mayores productores de salmón cultivado, según el mismo informe, fueron Noruega con un 43,3 % de la producción, y Chile con un 36 %, seguidos a distancia por Reino Unido con un 7,6 % y Canadá con un 6,5 %.
El impacto ambiental de la salmonicultura incluye aportes a la eutrofización de los océanos, el alto uso de antibióticos y el escape masivo de salmones que depredan y enferman especies locales.

## Historia
Originalmente los primeros salmones cultivados provinieron de los recursos salvajes, que eran atrapados durante la migración hacia aguas dulces desde el océano. En el caso de Escocia los primeros intentos fueron realizados en 1838, y en 1890 había 18 hatcheries funcionando.
En Chile, el Instituto de Fomento Pesquero (IFOP) introdujo entre 1850 y 1920 el salmón coho (Oncorhynchus kisutch), y en 1973 logró introducir técnicas de cultivo traídas desde el extranjero. La salmonicultura comenzó el año 1974 con el cultivo de la trucha arcoíris (Oncorhynchus mykiss).

## Impacto ambiental
Uno de los impactos ambientales de la salmonicultura es el rol que ésta tendría en la eutrofización de los océanos, debido a su aporte de nutrientes a la columna de agua provenientes tanto del alimento peletizado como de los desechos orgánicos producidos por los peces confinados. Si bien la relación entre los fenómenos de floraciones algales nocivas como la marea roja y la salmonicultura ha sido un tema disputado —puesto que también existen otras actividades humanas, como la agricultura y la urbanización del borde costero, que descargan nutrientes a los sistemas acuáticos—, de todas formas no ha dejado de ser un flanco de críticas de la actividad salmonera, particularmente después de la crisis de la marea roja de 2016 que afectó a la Región de Los Lagos.
Otra de las acusaciones también ha apuntado al alto uso de antibióticos por parte de la industria chilena —principalmente en comparación con los productores noruegos— y los consiguientes riesgos asociados al excesivo uso de antimicrobianos. En 2014 la industria salmonera chilena utilizó 567 toneladas de antibióticos, cantidad 1500 veces superior a lo que utilizó Noruega ese mismo año. La alta dependencia en antimicrobianos por parte de empresas chilenas se debe a la presencia de una enfermedad bacteriana en las aguas chilenas —Septicemia rickettsial salmonídea (SRS)— que no está presente en el país nórdico. En 2019 la cantidad total fue de 304 toneladas, la cifra más baja desde 2011.
La industria también ha sido criticada por los escapes de salmones, los cuales tendrían efectos dañinos en el medio ambiente, entre ellos la depredación de especies nativas y la transmisión de enfermedades a fauna silvestre. Según el Servicio Nacional de Pesca y Acuicultura de Chile, entre 2010 y 2019 hay registro de 66 eventos de fuga de salmónidos, los cuales en total sumaron 4 537 314 ejemplares escapados. En 2020 la Superintendencia del Medio Ambiente de Chile multó a Mowi (ex Marine Harvest) por «daño ambiental irreparable» a raíz del escape de más de 690 000 peces en isla Huar en 2018. La multa, que ascendió a 6,6 millones de dólares, ha sido la más alta que ha aplicado el organismo en su historia.

## Métodos

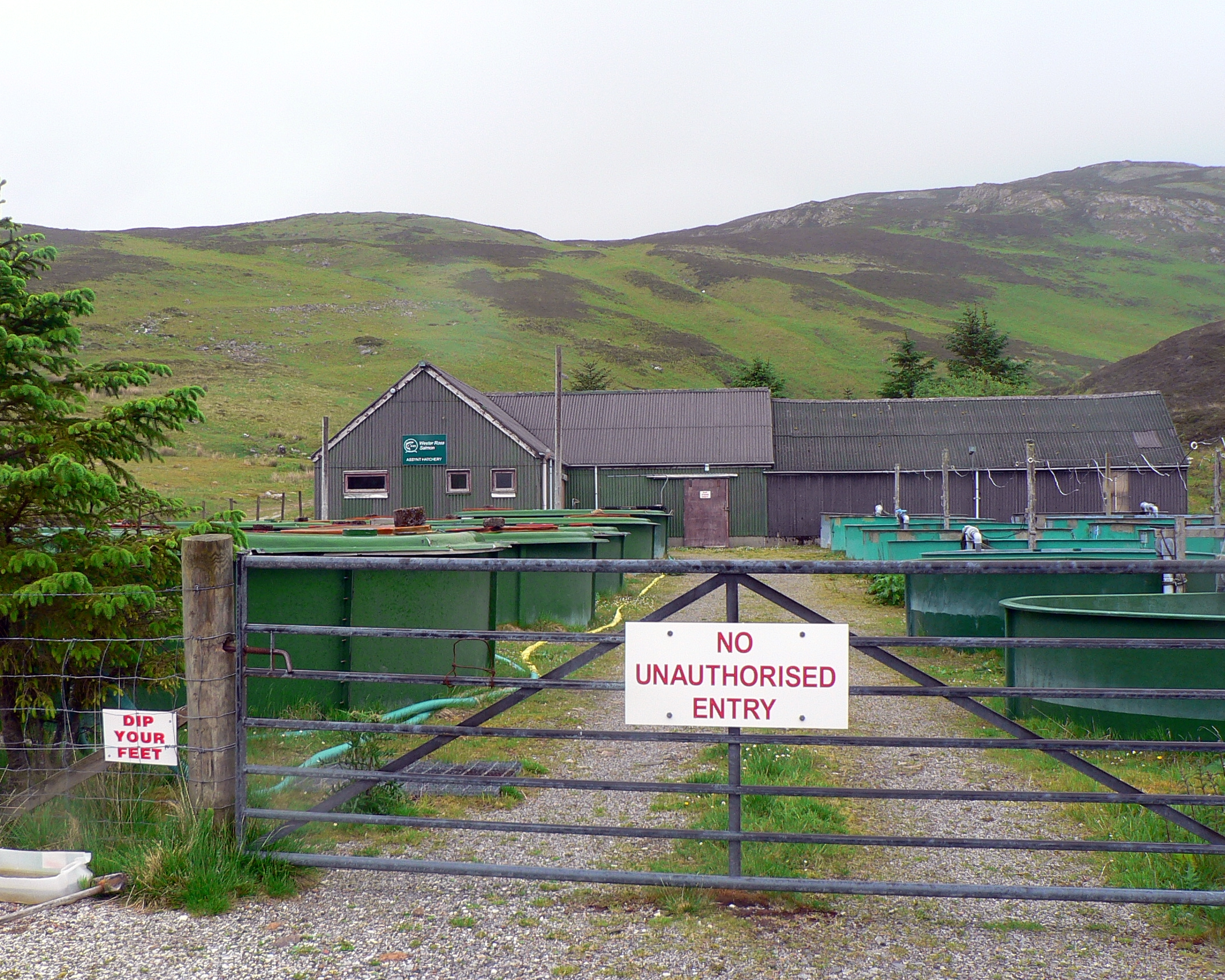
Assynt.

Los métodos de acuicultura del salmón fueron originados a finales del siglo XVIII con ensayos de fertilización en Europa. En el siglo XIX los criaderos de salmón fueron usados en Europa y América del Norte. Desde finales de 1950 los programas de mejora basados en los criaderos se establecieron en los Estados Unidos, Canadá, Japón y la URSS. La técnica contemporánea utilizando jaulas flotantes del mar se originó en Noruega a finales de 1960.
Etapas de cultivo:
1. Piscicultura
  1. Fertilización
  2. Incubación
  3. Eclosión
  4. Alevinaje
2. Balsa en el mar
  1. Esmoltificación
  2. Engorde
  3. Cosecha

## Principales especies cultivadas
- Salmo salar (salmón del Atlántico)
- Oncorhynchus kisutch (salmón del Pacífico o Coho)
- Oncorhynchus tshawytscha (salmón rey)
- Oncorhynchus mykiss (trucha arcoíris)

## Producción mundial
Durante el periodo 2005 la producción salmonícola de los cinco principales países productores es la siguiente:
| País        | Toneladas (miles) | %    |
| ----------- | ----------------- | ---- |
| Noruega     | 632               | 39.1 |
| Chile       | 614               | 38.0 |
| Reino Unido | 130               | 8.0  |
| Canadá      | 124               | 7.7  |
| Islas Feroe | 18                | 1.1  |